# Шебанов, Николай Павлович
Николай Павлович Шебанов (родился 26 апреля 1960 года) — генерал-майор ВС СССР и ВС РФ, действующий заместитель начальника Федерального управления по безопасному хранению и уничтожению химического оружия при министерстве промышленности и торговли России; кандидат педагогических наук, доцент.

## Биография
Окончил среднюю школу в 1977 году, поступил в Тамбовское высшее военное командное училище химической защиты, которое окончил в 1981 году. Назначен в распоряжение командующего войсками Туркестанского военного округа. Участник боевых действий в Афганистане в 1981—1983 годах как командир взвода специальной обработки. Позже направлен в Южную группу войск, где командовал с 1984 года ротой, а позже был назначен начальником штаба — заместителем командира батальона.
В 1989 году поступил на командный факультет Военной академии химической защиты имени Тимошенко, который окончил в 1991 году. Получил назначение командиром батальона в Нукус, после вывода российских войск из Узбекистана командовал батальоном испытательного полка Приволжского военного округа. С марта 1994 года служил в 16-й отдельной бригаде РХБ защиты в Дальневосточном военном округе, занимал посты заместителя начальника штаба и заместителя командира. С 1995 года — командир бригады. С 1997 года занимал пост начальника центра Министерства обороны по подготовке специалистов для объектов по уничтожению химического оружия.
С 22 октября 1999 года по ноябрь 2009 года — начальник Саратовского высшего военного инженерного училища химической защиты. Генерал-майор (13 декабря 2000). После расформирования училища — начальник штаба (первый заместитель начальника) Федерального управления по безопасному хранению и уничтожению химического оружия. 11 декабря 2010 года освобождён от занимаемой должности и уволен с военной службы. В июне 2012 года назначен на должность военного комиссара Саратовской области.
23 июня 2017 года освободил должность военного комиссара Саратовской области, в июле был снова назначен на пост заместителя начальника Федерального управления по безопасному хранению и уничтожению химического оружия при Министерстве промышленности и торговли. Член Саратовского Регионального координационного совета сторонников партии «Единая Россия».
Женат, есть сын.

## Награды
- медаль ордена «За заслуги перед Отечеством» II степени[2][1]
- медаль «За безупречную службу» III степени[2]
- медаль «За воинскую доблесть» I степени[2][1]
- медаль «Воину-интернационалисту от благодарного афганского народа»[2][1]